# Alain González Villanueva
Alain González Villanueva  (Bilbao, 8 de octubre de 1977) es un exfutbolista español formado en la cantera del Athletic Club. Jugaba como defensa, en la posición de lateral izquierdo. Su último equipo fue el Club Deportivo Laudio. Fue internacional con las categorías inferiores de la selección española de fútbol y llegó a ganar la medalla de oro de la Universiada 1999 disputada en Palma de Mallorca.

## Clubes
| Club                  | País   | Año       |
| --------------------- | ------ | --------- |
| CD Baskonia           | España | 1995-1996 |
| Bilbao Athletic       | España | 1996-1997 |
| Amurrio Club          | España | 1997-1999 |
| Getafe CF             | España | 1999-2001 |
| AD Ceuta              | España | 2001-2003 |
| SD Ponferradina       | España | 2003-2004 |
| Cartagena FC          | España | 2004-2005 |
| CF Extremadura        | España | 2005-2006 |
| CF Badalona           | España | 2006-2008 |
| SD Lemona             | España | 2008-2009 |
| Club Deportivo Laudio | España | 2009-2013 |